# Kedisan (Tegallalang)
Kedisan is een bestuurslaag in het regentschap Gianyar van de provincie Bali, Indonesië. Kedisan telt 5652 inwoners (volkstelling 2010).